# Червиняно дел Фриули
Червиня̀но дел Фриу̀ли (на италиански: Cervignano del Friuli; на фриулски: Çarvignan, Чарвинян) е град и община в Северна Италия, провинция Удине, автономен регион Фриули-Венеция Джулия. Разположен е на 2 m надморска височина. Населението на общината е 13 673 души (към 2010 г.).